# Souprava metra I
Souprava metra I byla vyráběna v závodu Metrovagonmaš nedaleko Moskvy experimentálně v 70. letech 20. století; nikdy se nedostala do rozsáhlé výroby. Skládala se z několika vozů; čelní byly označeny 81-715, vložené 81-716.

## Charakter soupravy
Souprava typu I se odlišuje od těch ostatních mnohými parametry. Prvním a nejvíce nápadným rysem vozů souprav tohoto typu je především více aerodynamický tvar předního čela a boční strany každého vozu.
Oproti dřívějším modelům se objevilo mnoho změn. Kostra každého vozu byla hliníková, objevilo se poprvé, stejně jako později v soupravách typu 81-71, rozdělení vozů na čelní a vložené. Díky tomu se tak ve vložených vozech zvýšila kapacita o 25 cestujících. Zdokonalila se rovněž i ventilace. Tunely mohly soupravy typu I uhánět rychlostí až 100 km/h. Mezi vozy soupravy bylo možné procházet díky dveřím umístěným na konci každého z vozů.

## Historický vývoj
Na konci 60. let 20. století bylo rozhodnuto, že budou navrženy nové typy vlaků pro moskevské metro; vozy měly být zcela nové koncepce. První soupravy tohoto typu měly podle plánu vyjet v 70. letech.

### Prototypy
První prototypová souprava (81-715.1/716.1) se skládala ze tří vozů a objevila se až roku 1974. Experimentální vlak byl opatřen oranžovým nátěrem s bílým pruhem. Jeho jízdní vlastnosti se zkoušely na Kolcevské a Tagansko-Krasnopresněnské lince (tehdy tedy jen tedy na její již dobudované Krasnopresněnské části). Po zkušebních jízdách souprava nesplnila požadavky, který by otevřely vlakům tohoto typu cestu do provozu; hlavním problémem byla například hliníková konstrukce, která odporovala požadavkům protipožární bezpečnosti.

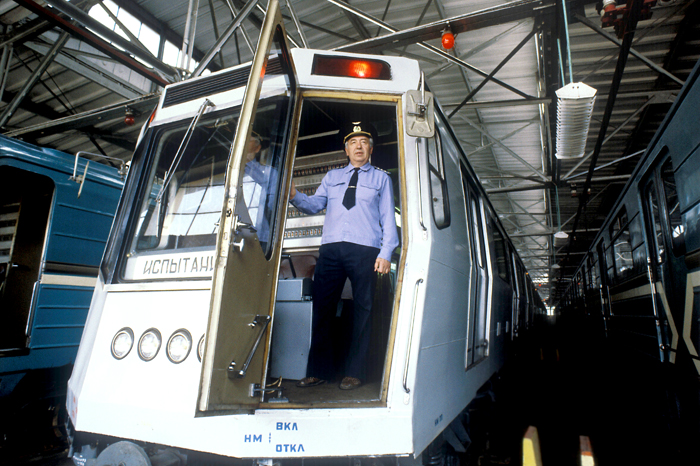
Souprava metra typu I 81-715.2/716.2

Z provozu se tedy souprava stáhla; vyrobil se prototyp další a ten původní byl zničen. O tři roky později se tak rozjel další vlak (81-715.2/716.2), tentokrát celý v bílé barvě. Deponován byl v depu Krasnopresněnskoje (setrvává tam do dnešních dob, v budoucnu bude nejspíš přemístěn do muzea u stanice Poležajevskaja).
Třetí souprava typu I (81-715.3/716.3) byla již standardně osmivozová, s velmi různorodým nátěrem (čtyři čelní vozy byly oranžové s bílým pruhem, čtyři vložené pak šedé se žluto-červenými dveřmi). Oproti původním vlakům byla přepracována přední část čelních vozů. Místo původních čtyř reflektorů se jich objevilo šest, tři na každé straně. Zkušební provoz s touto soupravou probíhal mezi lety 1987 a 1988.

### Neúspěch
Soupravy tohoto typu se nakonec neuplatnily ani po několika pokusech; nepřítomnost tyristorově-pulzního regulačního systému byla pro zařazení do provozu v Moskvě nepřípustná. Mnoho řešení, které se však na těchto vozech objevila se využilo ale při výrobě dalších souprav; například při novějších sériích u typů 81-71, Jauza či Rusič.